# Josefine Rydle
Josefine Maria Rydle, född 19 september 1993, är en svensk fotbollsspelare som spelar som anfallare för Hammenhögs IF. 

## Karriär
Rydle spelade som ung för Köpingebro IF. I november 2009 värvades hon av LdB FC Malmö. Rydle gjorde sin debut i Damallsvenskan den 10 april 2010 när hon i den 77:e minuten byttes in emot Manon Melis. Matchen spelades mot Jitex och slutade 6-1 till LdB. Hon var under säsongen 2011 utlånad till LdB:s samarbetsklubb Eskilstuna United.
Säsongen 2012 spelade Rydle för Östers IF i Division 1. Inför säsongen 2013 gick hon till Limhamn Bunkeflo. Efter säsongen 2016 valde Rydle att avsluta sin karriär.
Inför säsongen 2019 gjorde Rydle comeback då hon skrev på för Hammenhögs IF.